# Кулбаба кукельдаш
Кулбаба кукельдаш (узб. Qulbobo koʻkaldosh)  — узбекский государственный деятель, полководец и поэт Бухарского ханства. Являлся кукельдашем (молочным братом), близким сподвижником и всесильным эмиром Абдулла-хана II. Писал стихи под псевдонимом Мухиби.
Кулбаба кукельдаш был меценатом и выступал одним из основных донаторов строительства в двух центральных городах Бухарского ханства: в Бухаре и в Балхе. Являлся организатором строительства многих гражданских и ирригационных сооружений Зеравшанской долины.

## Происхождение
Отец Кулбабы кукельдаша, Ёр-Мухаммад служил в должности садра Искандер-хану (1561—1583) и Абдулла-хану II (1583—1598). Садр, согласно «Бухарскому трактату», отвечал за состояние вакфов только стольного города. Должность садра давалась государем любому: «учёному, сайиду… и другим, кого он находил для себя подходящим».

## Политическая и военная деятельность

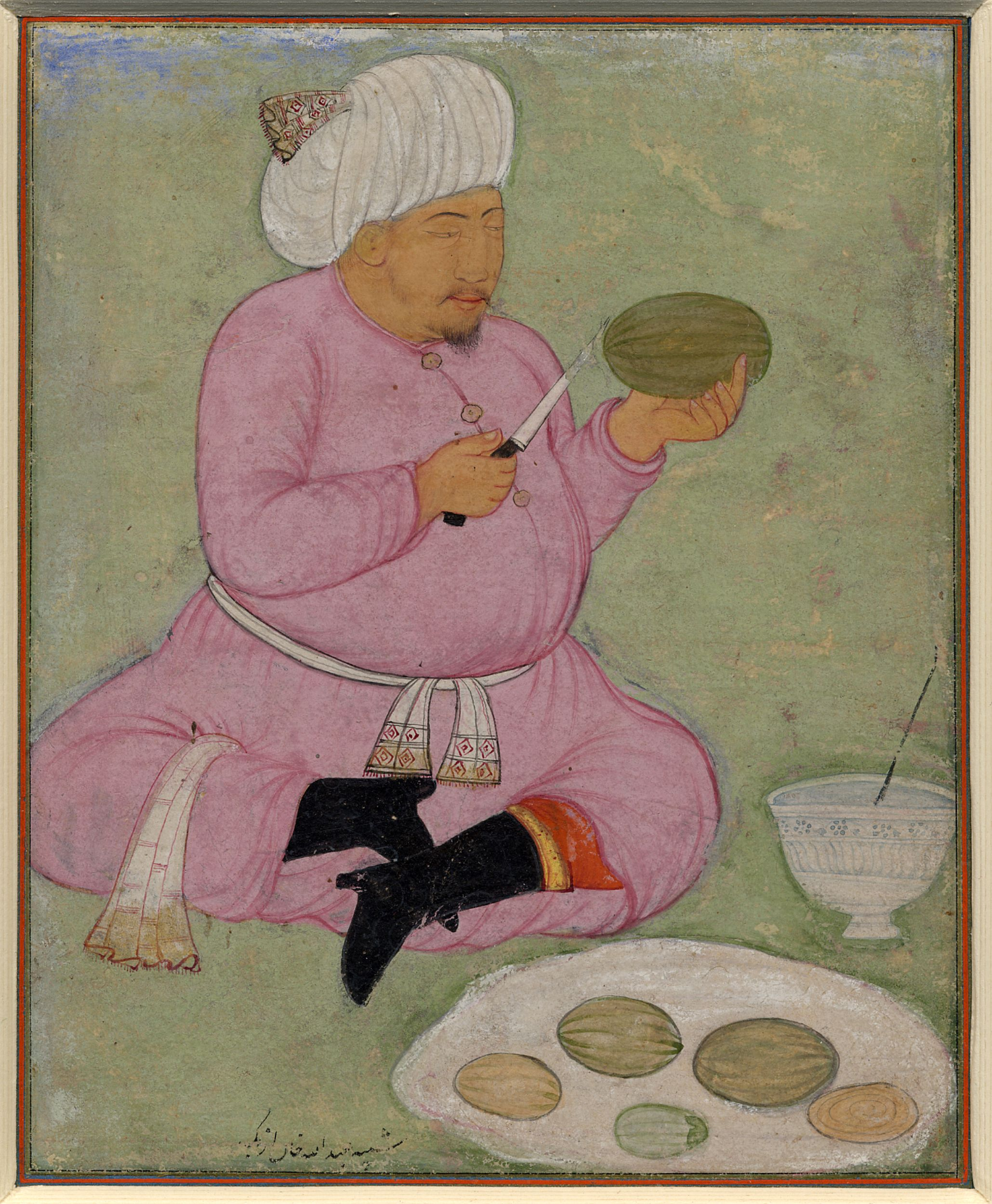
Портрет Абдулла-хана II.
Кемаледдин Бехзад, XVI век

Кулбаба являлся кукельдашем (молочным братом) Абдулла-хана II. Вес и влияние кукельдашей настолько были велики, что аталыки, наместники более крупных вилайетов, на высшие государственные должности назначались в основном из числа кукельдашей. Так же, и Кулбаба кукельдаш после смерти своего отца, в мае 1581 года получил чин садра от Абдулла-хана II, позже был главой диван-и мушриф, затем, после взятия Абдулла-ханом II Герата, в 1587 году стал наместником хана в этом большом и важном вилайете.
В «Абдулла-наме» упоминается государственное учреждение диван-и мушриф, который возглавлялся Кулбаба кукельдашем, но ничего не говорится о его обязанностях. По мнению А. К. Арендса, в домонгольское время это учреждение и его чиновники были обязаны «следить за производством дел и пересекать злоупотребления», вести «негласное наблюдение за отдельными членами царствующего дома, должностными и частными людьми». Поскольку указанный диван был вверен Кулбаба кукельдашу, историки полагают, что диван-и мушриф сохранил ту же функцию и в XVI—XVII веках.
Кулбаба кукельдаш участвовал во многих военных походах Абдулла-хана II.

### Участие в походе Абдулла-хана II против Баба-султана
Согласно «Абдулла-наме», в повествовании об одном из походов Абдулла-хана II против Баба-султана в 1578 году говорится о смотре армии Шейбанидов в Джизаке, в котором, кроме хана, принял участие и Кулбаба кукельдаш.

### Осада Кундуза
После двухнедельной осады, 28 февраля 1584 года войска Абдулла-хана II под начальством Кулбаба кукельдаша захватили Кундуз. Согласно данным Хафиз-и Таныша Бухари, именно Кулбаба кукельдашу удалось склонить Курчи-бека и Мухаммад Заман-бека сдать ключи от городских ворот.

### Участие в защите Балхского удела от Тимуридов и их сторонников
С 1586 года Сулайман-шах и Хосроу-мирза, не без помощи бабурида шаха Акбара (1556—1605) и своих сторонников в Южном Туркестане, дважды вторгались в пределы Тохаристана и Бадахшана, пытаясь вернуть своё бывшее владение. В середине июня 1586 года, когда Абдулла-хан II после завоевания Куляба, находился в Корук-сарае, расположенном на востоке этой области, Сулайман-шах и Хосроу-мирза дошли до Талукана и взяли его. Однако Абдулла-хан II с войском спешно переправился на судах и, объединив стоявшие в Айбаке части, выступил против них. Эти действия вынудили Сулайман-шаха и Хосроу-мирзу оставить Талукан. Шейбанидский отряд во главе с Кулбаба кукельдашем преследовали их до Гиндукуша.

### Защита Туна и Табаса от кызылбашей
После первого хорасанского похода Абдалмумин-хана, в 1591—1592 годы кызылбашские войска попытались захватить Тун и Табас, но были выбиты совместными силами Кулбаба кукельдашем и племянником Абдулла-хана II Дин Мухаммадом.

## Покровительство культуре

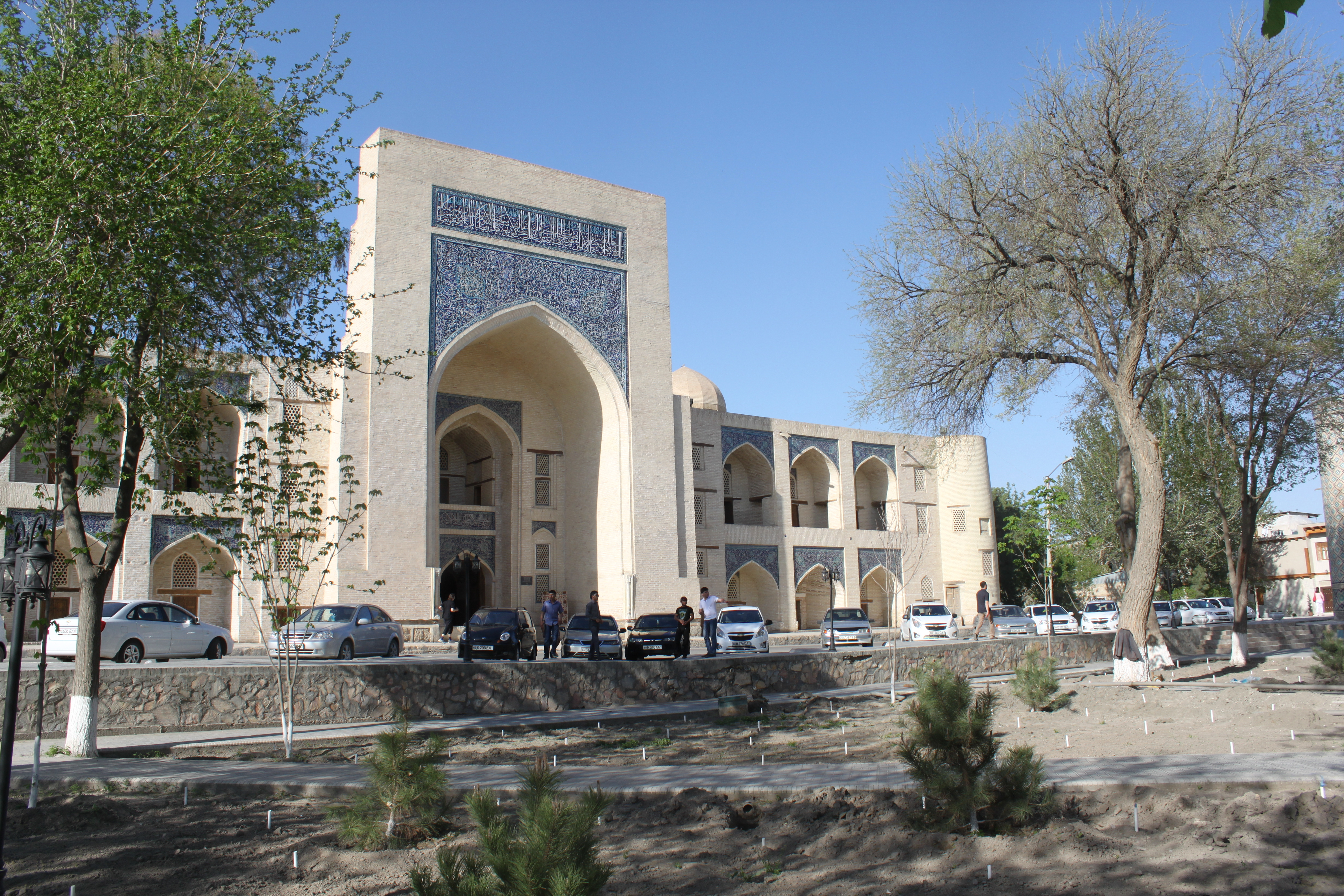
Медресе Кукельдаш в Бухаре. 2012 год.

Кулбаба кукельдаш был образованным человеком своего времени, известен как поэт и покровитель искусства. Писал стихи под псевдонимом Мухиббий.
Он выступал одним из основных донаторов строительства в двух центральных городах Бухарского ханства: в Бухаре и в Балхе. Являлся организатором строительства многих гражданских и ирригационных сооружений Зеравшанской долины.
Согласно «Абдулла-наме», Кулбаба кукельдаш в 1587 году, по распоряжению Абдулла-хана II, был усердно занят ремонтными работами построек Амира Темура и его потомков.
О. А. Сухарёва полагала, что на личные средства Кулбаба кукельдаша были возведены четыре медресе — в Бухаре, Балхе, Самарканде и Ташкенте. А по мнению М. Е. Массона, инициатором построения медресе Кукельдаш в Ташкенте был не Кулбаба кукельдаш, а некий чиновник, носивший титул кукельдаш.
Медресе Кукельдаш в Бухаре является самым крупным медресе Центральной Азии. В третьей четверти XVI века, Кулбаба кукельдашу принадлежал караван-сарай Сухта в Бухаре, который был пожертвован им в вакф в пользу медресе Кукельдаша. Позднее, на месте этого здания был построен караван-сарай Ногай.
Медресе Кукельдаш в Балхе была построена внутри балхской цитадели и около неё были возведены также соборная мечеть и рабад. В Балхе находилась также личная библиотека Кулбаба кукельдаша.

## Смерть
Кулбаба кукельдаш был убит в 1598 году в Ташкенте по приказу Абдалмумин-хана (1598).